# Сорокин, Антон Алексеевич
Антон Алексеевич Сорокин (бел. Антон Аляксеевіч Сарокін; род. 21 февраля 1996, Кобрин, Брестская область) — белорусский футболист, полузащитник.

## Карьера
Начинал заниматься футболом в барановичской ДЮСШ №5 в юношеском возрасте. Первым тренером футболиста был Валерий Валерьевич Черняк. В 2012 году футболист присоединился к гродненскому «Неману», где стал выступать за юношеские и дублирующий составы. В апреле 2015 года футболист на правах арендного соглашения присоединился к «Барановичам», соглашение с которыми было заключено до конца сезона. Дебютировал за клуб футболист 26 апреля 2015 года в матче против клуба «Смолевичи-СТИ», выйдя на замену на 75 минуте. Дебютным забитым голом за клуб футболист отличился 22 июля 2015 года в матче против минского клуба «Крумкачи». По итогу сезона футболист вместе с клубом завершил чемпионат на итоговом тринадцатом месте в турнирной таблице. На протяжении сезона футболист выступал за клуб в роли одного из основных игроков, отличившись своим единственным забитым голом. по окончании срока арендного соглашения футболист покинул клуб.
Вернувшись в гродненский «Неман» футболист продолжил выступать за дублирующий состав клуба. За основную команду гродненского клуба футболист дебютировал 26 июня 2016 года в матче против «Слуцка», выйдя на замену на 70 минуте. Позже футболист больше к матчам с основной командой не привлекался. В январе 2017 года футболист в очередной раз отправился на правах арендного соглашения в «Барановичи». Однако футболист на протяжении сезона выступал за барановичский клуб в роли игрока замены, вместе с которым завершил чемпионат на итоговом двенадцатом месте. В начале 2018 года «Барановичи» продлили арендное соглашение с футболистом ещё на сезона. Своим первым забитым голом футболист отличился 13 октября 2018 года в матче против «Орши». По окончании срока арендного соглашения футболист покинул клуб, также расставшись и с гродненским «Неманом», получив статус свободного агента.
В марте 2019 года футболист на правах свободного агента присоединился к «Сморгони». Дебютировал за клуб футболист 13 апреля 2019 года в матче против речицкого «Спутника», выйдя на замену в начале второго тайма. Дебютным забитым голом за клуб футболист отличился 12 июня 2019 года в матче Кубка Беларуси против клуба «СМИавтотранс». Футболист выступал за клуб в роли одного из основных игроков, однако в июле 2019 года расторг контракт по соглашению сторон. В августе 2019 года футболист присоединился к «Барановичам». Футболист сразу же закрепился в основной команде клуба, однако завершил чемпионат на итоговом предпоследнем месте, вылетев во Вторую лигу. В следующем сезоне 2020 года футболист остался вместе с барановичским клубом, вместе с которым смог вернуться назад в Первую лигу. В дальнейшем футболист продолжал выступать за клуб, неоднократно продлевая контракт. В июле 2024 года футболист покинул клуб.

## Международная карьера
Футболист выступал за юношеские белорусские сборные в возрастной категории до 17 лет и до 18 лет.